# Dalmataphaenops
Dalmataphaenops is een geslacht van kevers uit de familie van de loopkevers (Carabidae). De wetenschappelijke naam van het geslacht is voor het eerst geldig gepubliceerd in 1993 door Monguzzi.

## Soorten
Het geslacht Dalmataphaenops is monotypisch en omvat slechts de volgende soort:
- Dalmataphaenops chiarae Monguzzi, 1993